# 445

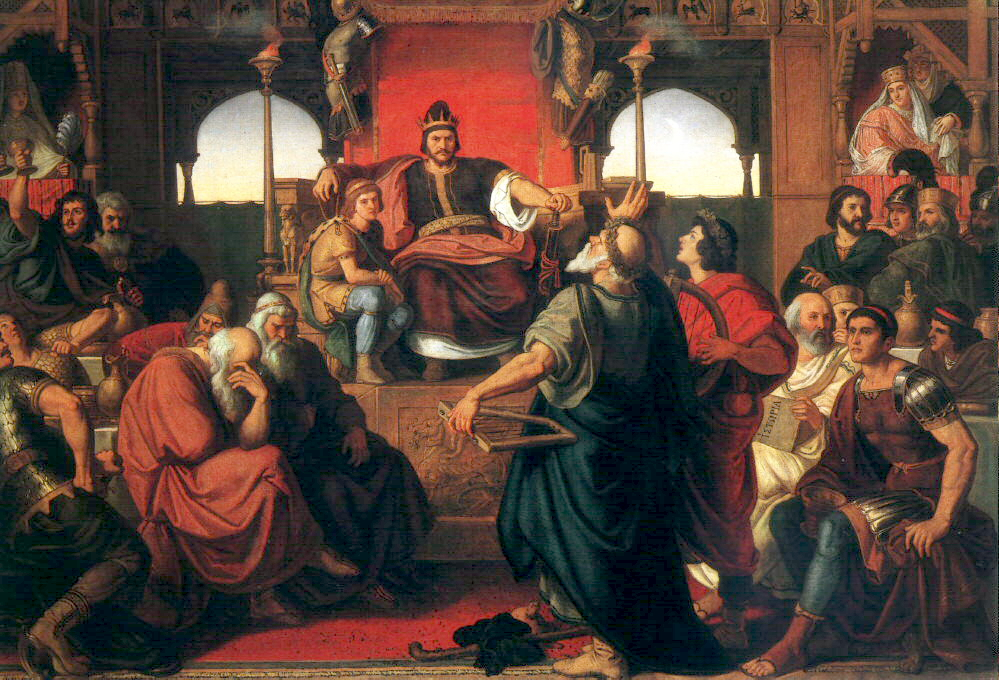
"Het feestmaal van Attila de Hun"

Het jaar 445 is het 45e jaar in de 5e eeuw volgens de christelijke jaartelling.

## Gebeurtenissen

### Balkan
- Bleda, oudste broer van Attila de Hun, wordt tijdens de jacht vermoord. Door dit tragische voorval wordt Attila alleenheerser over het rijk van de Hunnen.

### Italië
- Keizer Valentinianus III verklaart in een decreet dat de paus de hoogste macht van de Katholieke Kerk vertegenwoordigt.
- Valentinianus III veroordeelt op voorspraak van paus Leo I het manicheïsme. Deze godsdienst en literatuur wordt in het West-Romeinse Rijk verboden.

### Religie
- 6 juni - Keizer Valentinianus III schrijft een decreet waarin staat, dat de paus de hoogste macht in de kerk heeft en dat elke obstructie gezien moet worden als verraad en tevens zo behandeld zal worden.
- De stad Vienne (Frankrijk) wordt verheven tot aartsbisdom.

### Azië
- Fan Ye, de samensteller van het Boek van de Late Han, wordt terechtgesteld.

## Geboren
- Gundobad, koning van de Bourgondiërs (overleden 516)
- Jarlath, Iers geestelijke en heilige (waarschijnlijke datum)

## Overleden
- Bleda, koning (khan) van de Hunnen